# Praxithée (épouse d'Érechthée)
Pour les articles homonymes, voir Praxithée.
Dans la mythologie grecque, Praxithée (en grec ancien Πραξιθέα / Praxithéa) est l'épouse d'Érechthée (roi d'Athènes), dont elle a de nombreux enfants (se reporter à l'article Érechthée pour la liste complète).
Elle passe, selon les sources, pour la fille du dieu fleuve Céphise ou de Phrasimos et Diogénie (fille elle-même de Céphise).